# Wahlenbergia masafuerae
Wahlenbergia masafuerae är en klockväxtart som först beskrevs av Rodolfo Amando Philippi, och fick sitt nu gällande namn av Carl Skottsberg. Wahlenbergia masafuerae ingår i släktet Wahlenbergia och familjen klockväxter.
Artens utbredningsområde är Juan Fernández-öarna. Inga underarter finns listade i Catalogue of Life.